# Willemsbrug (Utrecht)
De Willemsbrug was een brug in het centrum van de Nederlandse stad Utrecht.
De brug was gelegen tussen de Mariaplaats en het huidige Moreelsepark. Ze overspande de Stadsbuitengracht. Vanuit de middeleeuwen was deze voormalige verdedigingsgracht rond de stad tot in de 19e eeuw zeer beperkt over land over te steken via een klein aantal stadspoorten. Vanaf 1830 werden de verdedigingswerken grotendeels afgebroken en onder andere ontstonden gaandeweg nieuwe verbindingen over de gracht naar de ontspruitende buitenwijken in de sterk uitdijende stad. De Willemsbrug is als een van de eerste nieuwe bruggen gebouwd in de jaren 1840, de opening vond plaats in 1845.
De brug had twee beweegbare brugdelen. Aan de oostzijde stonden in de beginperiode aan beide kanten van de brug twee belastingkantoortjes. Rond 1909 is de Willemsbrug vernieuwd waarbij ze nog maar één beweegbaar brugdek kreeg. Over de Willemsbrug reden tot in de jaren 1930 elektrische trams die aan de westzijde van de brug door het stationsgebied voerden.
In het derde kwart van de 20e eeuw ontstonden onder meer plannen voor de bouw van Hoog Catharijne en de demping van de Stadsbuitengracht. De demping is in gedeeltelijke vorm doorgegaan; in het noordwesten van het stadscentrum verdween meer dan een kilometer van de gracht. Ervoor in de plaats werd rond 1970 grotendeels een verdiepte stadsautoweg aangelegd (de Catharijnebaan). De Willemsbrug lag daarbij in de weg en is in 1971 gesloopt om plaats te maken voor het Willemsviaduct.
Begin 21e eeuw ging de uitvoering van een nieuw stedenbouwkundig plan van start. Onder andere de demping van de Stadsbuitengracht wordt in dat plan ongedaan gemaakt en het Willemsviaduct gesloopt. 
Op de locatie van de voormalige Willemsbrug is in 2014 een nieuwe brugverbinding aangebracht met de naam Marga Klompébrug.

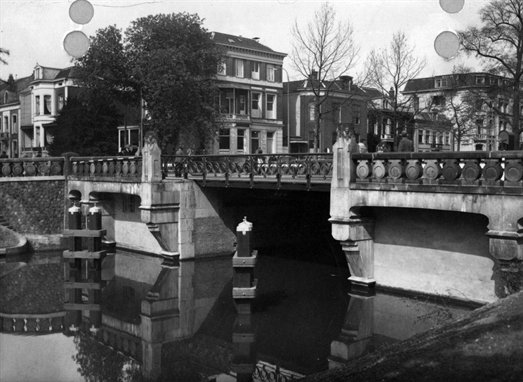
De vernieuwde Willemsbrug rond 1920 vanuit het zuidoosten gezien.
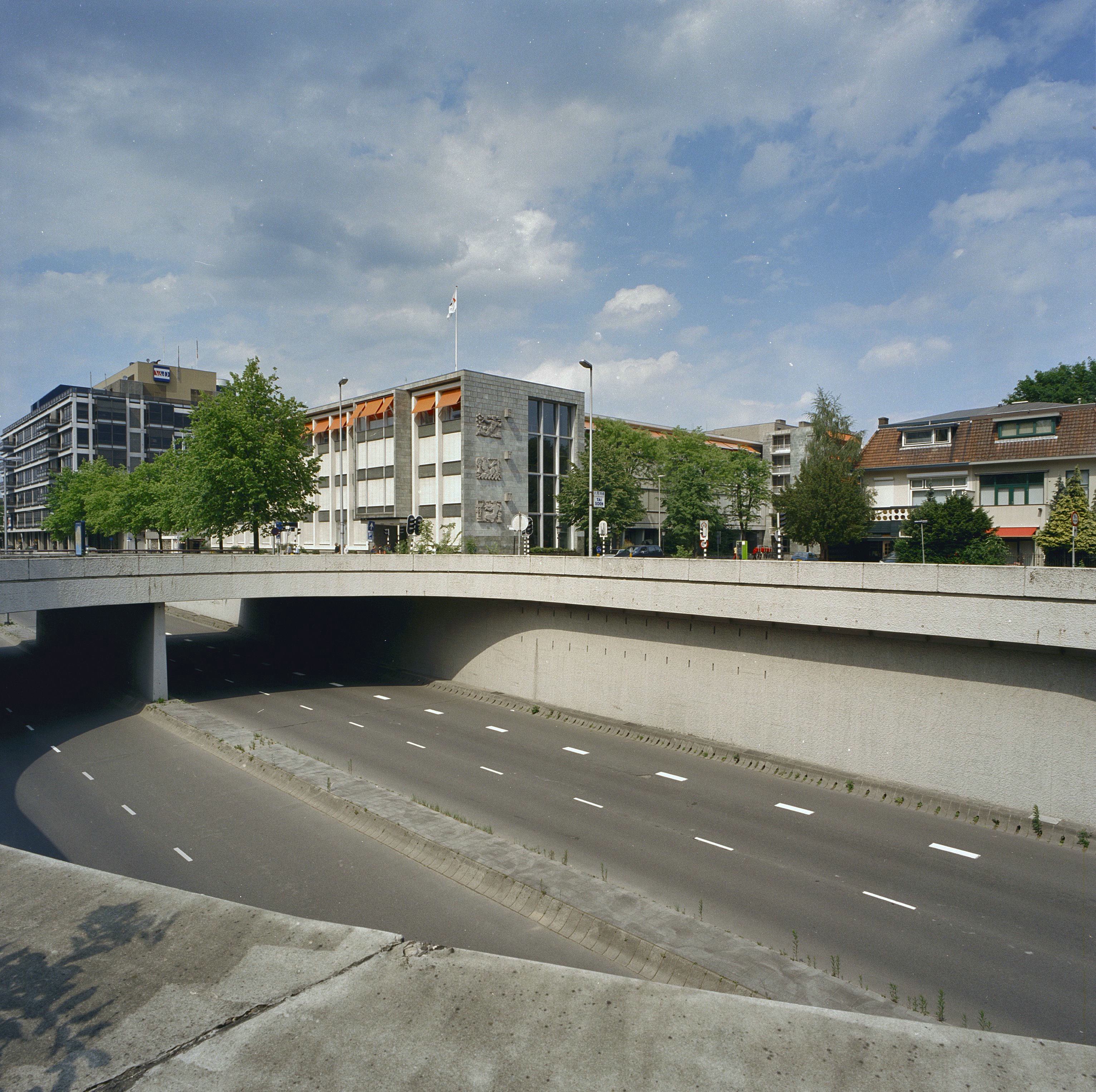
De Catharijnebaan met het Willemsviaduct
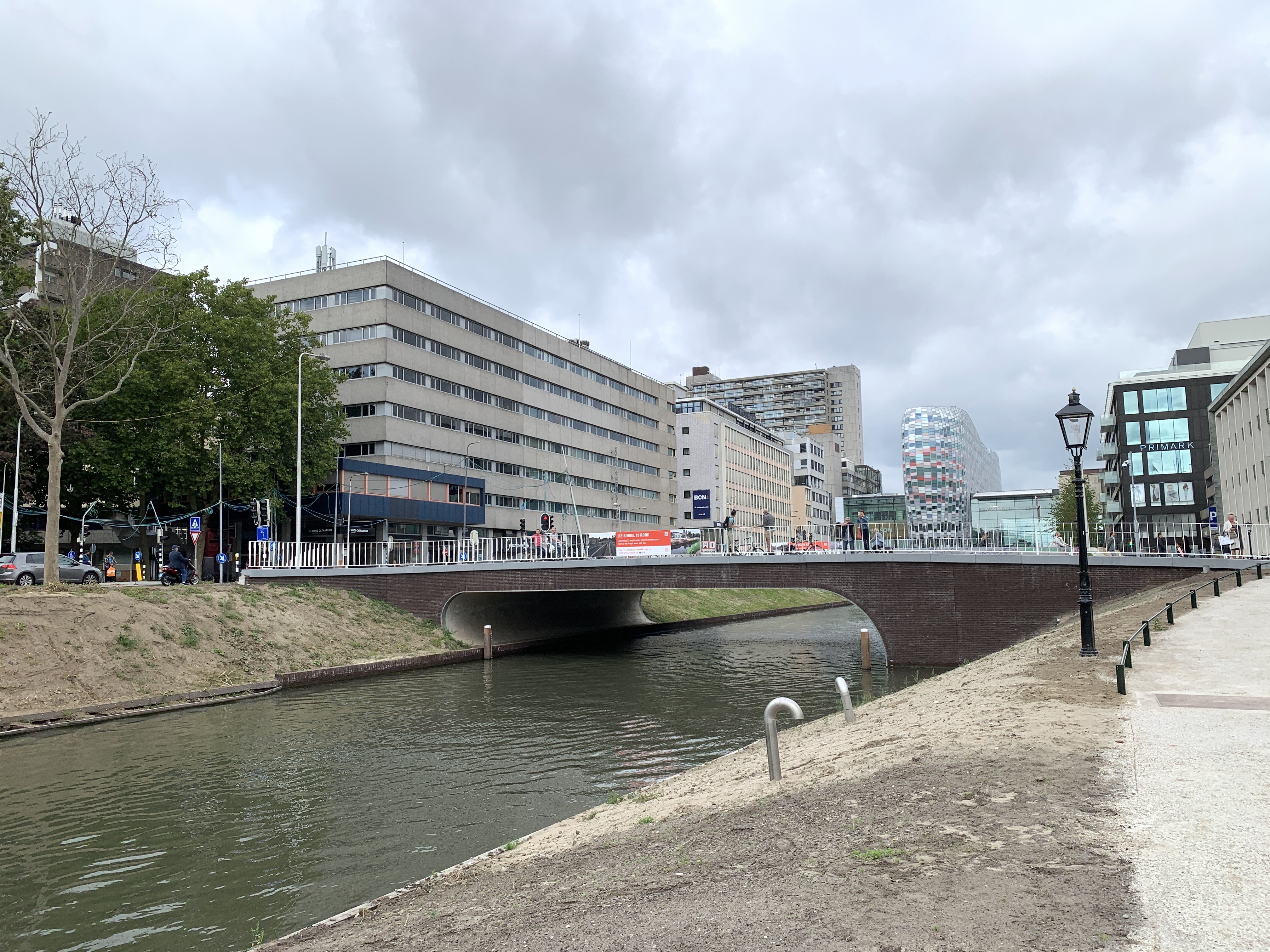
De Marga Klompébrug

Abel Tasmanbrug ·
Abstederbrug ·
Bakkerbrug ·
Bartholomeusbrug · 
Bezembrug · 
Bijlhouwersbrug ·
Brigittenbrug ·
Colignybrug ·
Dafne Schippersbrug ·
David van Mollembrug ·
Demka-spoorbrug ·
Driftbrug ·
Gaardbrug ·
Galecopperbrug · 
Gasthuismolenbrug ·
Geertebrug ·
Gildbrug · 
Goethebrug ·
Griftbrug ·
Hamburgerbrug ·
Herenbrug · 
Hogeweidebrug ·
Industriehavenbrug ·
Jacobibrug ·
Jan Pieterszoon Coenbrug ·
Jansbrug ·
Jansdambrug ·
Jeremiebrug ·
Julianabrug (Minstroom) ·
Jutphasebrug ·
Jutphasespoorbrug ·
J.M. de Muinck Keizerbrug ·
Kalisbrug ·
Krommerijnbrug ·
Lauwerechtbrug ·
Lucasbrug ·
Maarsbergerbrug ·
Maartensbrug ·
Magdalenabrug ·
Maliebrug ·
Marga Klompébrug ·
Marksbrug ·
Marnixbrug ·
Meernbrug ·
Minbrug ·
Monicabrug · 
Moreelsebrug ·
Muntbrug ·
Muntsluisbrug ·
Museumbrug ·
Noorderbrug ·
Oorsprongbrug ·
Oranjebrug ·    
Paulusbrug ·
Pausdambrug ·
Pietersbrug ·
Plompetorenbrug ·
Prins Clausbrug · 
Quintijnsbrug ·
Rode brug ·
Servaasbrug ·
Sint Martinusbrug ·
Smeebrug ·
Socratesbrug ·
Spinozabrug ·
Stadhuisbrug ·
Stammetsbrug ·
Stenenbrug ·
Tolsteegbrug ·
Vaaltbrug ·
Vaartscherijnbrug ·
Van Asch van Wijckbrug ·
Viebrug ·
Vleutensespoorbrug ·
Vollersbrug ·
Weerdbrug ·
Weesbrug ·
Werkspoorbrug ·
Werkspoorhavenbrug ·
Wittevrouwenbrug ·  
Zandbrug

Voormalige of in onbruik geraakte bruggen :
Brug met de twaalf gaten ·
Catharijnebrug · 
Hefbrug in de Kruisvaart ·
Julianabrug (Vaartsche Rijn) ·
Molenbrug · 
Smakkelaarsbrug ·
Vleutensebrug ·
Willemsbrug